# ポール・アロエミール
ポール・アロエミール（Paul Alo-Emile、1991年12月22日 - ）は、トップ14スタッド・フランセ・パリに所属するラグビー選手。

## プロフィール
- ニュージーランド・オークランド出身。
- ポジションはプロップ(PR)。
- 身長 180cm、体重 132kg
- U20オーストラリア代表に選ばれたことがある[1]。
- サモア代表キャップは20（2023年8月現在）でワールドカップ2019のサモア代表に選ばれた[2]。

## 略歴
フォース、レベルズ、ワイカト、メルボルン・ライジングを経て、2015年、スタッド・フランセに加入。